# 风谷螳属
风谷螳属（学名：Nausicaamantis）为螳科的一个属。

## 下属物种
本属包括以下物种：
- 宫崎骏氏风谷螳 Nausicaamantis miyazakii Meriguet, 2018